# Christina Mirjol
Née le 19 octobre 1949, Christina Mirjol est une écrivaine française. Elle vit et travaille à Paris.

## Biographie
Christina Mirjol est auteure de romans, de nouvelles et de textes pour la scène. Avant de se consacrer pleinement à l'écriture, elle est metteuse en scène et comédienne, enseigne et travaille dans des domaines divers.
Sa formation universitaire lui donne accès aux écritures dramatiques modernes et contemporaines (Samuel Beckett, Franz Xaver Kroetz, Jon Fosse, Bernard-Marie Koltès...) auxquelles elle consacre un mémoire intitulé L'Adresse au public dans les écritures dramatiques contemporaines. Une plus grande présence. Théâtrothèque Gaston Baty, Paris III-Sorbonne nouvelle.
L'auteure considère son premier ouvrage publié, "Les cris", comme fondateur de sa vocation d'auteure. Lauréat des Journées de Lyon des auteurs de théâtre en 1998, le texte est créé en 2004 au NTH8 de Lyon par la Cie Les Trois-Huit, dans une mise en scène de Sylvie Mongin-Algan et sur une musique originale de Philippe Moënne-Loccoz. De nombreuses lectures et mises en scène font suite à cette première création, à Paris et en province.
Son premier roman, "Suzanne ou le récit de la honte", paru en 2007 aux éditions du Mercure de France, obtient le prix Thyde Monnier décerné par la SGDL. Son recueil de nouvelles, "Les petits gouffres", reçoit le prix Renaissance de la nouvelle en 2012. Son dernier livre, "Les cris, nouvel inventaire", est publié aux Éditions Douro, dans la collection Bleu-Turquin dirigée par Jacques Cauda.

## Publications

### Livres
- 1999 Les Cris, théâtre-récit, Éditions du Laquet, Col. Parole en page, Martel, 1999.
- 2001 La Fin des paysages, récit, Éditions du Laquet, Martel, 2001.
- 2003 Cantiga para Ja, Place de la Révolution, coécrit avec Jean-Pierre Sarrazac, théâtre, Éditions Coimbra Capital Nacional da Cultura – Portugal, et Éditions Xerais de Galicia – Espagne, 2003.
- 2007 Suzanne ou le Récit de la honte, roman, Mercure de France, Paris, 2007.
- 2008 Dernières Lueurs, roman, Mercure de France, Paris, 2008.
- 2011 Les Petits Gouffres, nouvelles, Mercure de France, Paris, 2011.
- 2018 Les invitées, nouvelles, ELP Éditeur, Montréal, 2018.
- 2019 Les invitées, nouvelles, version papier BoD, Paris, 2019.
- 2020 Un homme, roman, préface de Joseph Danan, ELP Éditeur, Montréal, 2020.
- 2020 Un homme, roman, préface de Joseph Danan, version papier BoD, Paris, 2020.
- 2023 Les cris, nouvel inventaire, Éditions Douro, Col. La Bleu-Turquin, Paris, 2023.

### Revues
- 2002 Le Nouveau Recueil, N°63, Éditions Champ Vallon, "Cris", 6 nouveaux fragments, juin-août 2002.
- 2003 Théâtres en Bretagne, N° 17, Presses Universitaires de Rennes, 1er semestre 2003, « Les cris », montage original de Sylvie Mongin Algan pour le NTH8 de Lyon, 2003.
- 2007 Frictions, N°11, janvier 2007« Les cris », 14 nouveaux fragments, 2007.
- 2009 Brand, 05, Summer/Automn 2009 University of Greenwich, Screams/cris n° 8, 11 et 12, traduction Marion Naugrette, 2009.
- 2020 Pourtant, Pandémie, « Les prisons du dehors », quatre fabulettes, juillet 2020.
- 2020 Pourtant, N°01, « cris n°179 », octobre 2020.
- 2022 Manif Arte, n°2, "Le degré zéro de la parole dans Haute Autriche, de Franz Xaver Kroetz, un dramaturge de l'oralité", décembre 2022.

### Articles
- 2010 Calames/Rencontres littéraires de Dar Raha Zagora, L’Écrit de la parole, sous la direction d’Antoine Bouillon, « Un aperçu de l’oralité dans les œuvres littéraires », Maison de la culture de Zagora, conférence du 4 novembre 2010, mise en ligne en décembre 2010. L’article se réfère pour l’essentiel au livre de l’enseignante-chercheuse Marion Chènetier-Alev, L’Oralité dans le théâtre contemporain, Éditions Universitaires Européennes, 2010.
- 2010 Europe (revue), N° 969-970/Janvier-Février 2010, Jean-Luc Lagarce, « L’oublié, tous les oubliés ».
- 2011 Revue Agôn, Des lectures pour quoi faire ?, « Entendre la voix du conte », mise en ligne en octobre 2011.
- 2013 Revue Études Théâtrales 56/57-2013, Passage du témoin. Autour de Jean-Pierre Sarrazac, « Un détour en miniature », octobre 2013.

### Direction et codirection d’ouvrages
- 2004 Numéro 3 de la revue en ligne du Théâtre de la Colline, « La mise en crise de la forme dramatique au tournant du siècle ». Études réunies par Jean-Pierre Sarrazac et Christina Mirjol, mars 2004.
- 2007 Numéro 8 de la revue en ligne du Théâtre de la Colline consacrée à Enzo Cormann, « Le Mouvementeur », janvier 2007.
- 2010 Registres/Hors série 2 Enzo Cormann. « Le Mouvementeur », Presses Sorbonne Nouvelle. Études réunies par Christina Mirjol, sous la direction de Catherine Naugrette[7], juin 2010.

### Préfaces
- 2020 La fin de l'été, Françoise Longeard, Les Éditions Sans nom, Toulouse, juillet 2020.

## Principales mises en scène
- 1988 Presqu’il, d'après un texte inédit de Christina Mirjol, Festival du Bourget, théâtre Arcane, Paris, Festival d’Avignon Off, 1988.
- 1990 Autour de Susn, adapté de la pièce Susn de Herbert Achternbusch, l'Arche (éditeur), 1981, Émergence, Paris, 1990.
- 1992 Bulle, adapté de la nouvelle de Pierre Péju, in « Premiers personnages du singulier », projet soutenu par le Ministère de l'Éducation Nationale, avec les élèves de 3e C du collège de Thorigny-sur-Marne, Moustier, 1992.
- 1992 La lettre en souffrance d’un homme de peine, adapté de la nouvelle de Pierre Péju, in « Premiers personnages du singulier », Éditions Robert Laffont, Paris, 1984, Moustier de Thorigny-sur-Marne et Théâtre Arcane Paris, 1992.
- 1994 Je cours, j’ai tellement de hâte, d'après un texte inédit de Christina Mirjol, Théâtre Arcane, Paris, 1994.
- 2000 Les cris, selon divers montages, festivals de théâtre, Paris et Seine et Marne, 2000-2001.

## Adaptations et Diffusions radiophoniques
- 2017 Suzanne ou le récit de la honte, RTBF la 1ère, Par Ouï-dire, 2017.
- 2018 Les petits gouffres, RTBF la 1ère, Par Ouï-dire, 2018.

## Prix
- 1988 Premier prix du Festival du Bourget, pour le spectacle Presqu’il.
- 2007 Prix Thyde Monnier décerné par la Société des Gens de Lettres, pour Suzanne ou le Récit de la honte, Mercure de France.
- 2012 Prix Renaissance de la nouvelle, pour Les petits gouffres, Mercure de France.